# Коморская фельзума
Коморская фельзума (лат. Phelsuma comorensis) — вид гекконов из рода фельзум, обитающий на острове Гранд-Комор.

## Описание
Эта ящерица является наименьшим представителем рода. Максимальная длина составляет около 12 см. Окраска тела оливково-зелёного или бледно-зелёного цвета. Чёрная боковая полоса проходит от глаз до задних ног. На нижней части тела имеются коричневые или красные точки. Ноги имеют тёмные пятна. Этот вид известен только с острова Гранд-Комор из группы Коморских островов. Обычно живёт на деревьях, в более высоких областях (600 метров над уровнем моря и более). Активен днём. Питается различными насекомыми и другими беспозвоночными. Также любит лизать мягкие, сладкие фрукты, пыльцу и нектар. Самки очень продуктивны и откладывают до 16 яиц в год. Молодые ящерицы достигают половой зрелости через 4—5 месяцев.